# 한규직
한규직(韓圭稷, 1845년 ~ 1884년)은 조선 말기의 무관이다. 본관은 청주(淸州), 자는 순좌(舜佐)이며, 호는 다옥(茶玉)이다. 부사 한승렬의 아들이며, 한규설의 형이다. 명성황후의 총애를 받았다.

## 생애

### 생애 초반
1864년 약관의 나이로 무과에 급제하여 선전관에 제수되었다. 그 뒤, 중추부경력·함안군수·상주진영장·경흥부사·금위영천총·길주목사·경상우수사 및 좌수사 등 외방의 무관직을 역임하였다. 1881년에는 전라도병마절도사가 된 뒤 곧이어 좌변포도대장에 임명되었다. 1882년에는 잡아들인 용의자 5명을 심하게 고문하여 죽인 죄로 순안에 유배되었다.

### 임오군란직후
같은 해에 임오군란이 일어나자 국왕의 특명으로 풀려나, 죄를 용서받고 다시 좌포도대장에 임명되었다.

### 임오군란이후
1883년 우포도대장에 개임되었다가 곧이어 총융사가 되어 융단에 올랐다. 또한 다시 어영대장으로 임명되었고 사대당 내각의 중진으로 자리를 굳혀 갔다. 1883년 9월에는 권지협판이 되고 다시 공조판서·협판군국사무, 군무사를 거쳐 신설 교련소인 친군전영의 감독까지 겸임하였다. 1884년에는 다시 기기국과 혜상공국 총판을 겸하였다. 그 이후, 1884년 8월에는 전영사가 되어 이전에 별도 설치된 연융대를 통해 모든 군사 훈련을 통할하였다. 이때 그 동안 급진개화파 박영효가 양성하던 신식 군대까지 친군전영에 편입, 개화파로부터 군권을 빼앗아 버렸다. 이로 인해 개화파들과 사이가 굉장히 나빠졌다.

### 갑신정변과 최후
1884년 12월 4일 김옥균, 박영효, 홍영식, 서광범, 서재필, 서재창, 박영교 등 급진개화파들이 갑신정변을 일으키자 민영목, 민태호, 조영하, 윤태준 등 수구파와 한규직과 이조연 등 친청 온건개화파들은 급진개화파들에 의해 살해당했다.